# IEEE 802.20
IEEE 802.20 또는 모바일 광역 무선 액세스(Mobile Broadband Wireless Access, MBWA)는 전기 전자 기술자 협회(IEEE)의 표준협회가 규정한 모바일 무선 인터넷 액세스 네트워크를 위한 표준이다. 본 표준은 2008년에 발표되었다. MBWA는 더 이상 개발되지 않고 있다.